# Movimiento Juvenil Lautaro
El Movimiento Juvenil Lautaro (MJL), o también denominado simplemente como MAPU Lautaro, fue una organización político-militar chilena de carácter ideológico marxista-leninista y socialista con determinadas influencias político-ideológicas apegadas a la izquierda cristiana a raíz de su origen como facción escindida del partido político socialista cristiano MAPU, nacido como el sector más contestatario y radicalizado de la colectividad anteriormente mencionada, el MJL fue una de las organizaciones guerrilleras que adhirió y legitimó la lucha armada para derrocar a la dictadura de Augusto Pinochet.
Ya para el inicio de la Transición a la democracia a partir del 11 de marzo de 1990, el MAPU Lautaro no descontinuó su tesis de apego a la vía insurreccional, efectuando múltiples acciones de gran impacto mediático, lo que finalmente culminaría por ser desarticulada por las policías al detener a su principal líder político, Guillermo Ossandón Cañas. Los organismos policiales del período consideraron al Movimiento Juvenil Lautaro como una de las organizaciones armadas más activas y prolíficas de los primeros años de la transición democrática, desplazando así al incipiente MIR-EGP-PL y al FPMR (Autónomo) en declive.

## Historia

### Inicio y apogeo
El grupo comenzó sus actividades en 1982, en el contexto del inicio y reestructuración de la oposición política a la dictadura militar de Augusto Pinochet, además de la realización de las primeras jornadas de protesta en contra de la dictadura imperante que fueron violentamente reprimidas. En ese momento, el Movimiento de Acción Popular Unitaria (MAPU) tuvo constantes debates internos entre sí seguir el camino de la oposición pacífica a la dictadura o tomar rumbo a la lucha armada; es ahí donde Guillermo Ossandón —conocido por su alias «Diego Carvajal»—, un exdirigente del MAPU, crea el MJL, tomando la resistencia armada contra el régimen como legítima. Desde entonces el grupo solidarizó con las luchas de organizaciones como el Frente Farabundo Martí para la Liberación Nacional, el Frente Sandinista de Liberación Nacional (FSLN), y otras guerrillas en América Latina, además de tomar como inspiración el asalto al Cuartel Moncada.
La organización del grupo era más flexible que la mayoría de guerrillas, siendo formadas brigadas de seis a diez militantes (donde no era común que interactuasen entre sí), siendo estas muy activas en otras luchas y otras organizaciones sociales que protestaban contra la dictadura. Desde 1983 el grupo comenzó su campaña armada con ataques contra bancos, iglesias, instituciones gubernamentales y asaltos a mano armada. La agrupación continuó realizando acciones armadas que van desde atentados explosivos, sabotaje, asaltos a armerías, bancos, entre otros, hasta que en 1988, al interior del MAPU y el MJL se reeditó el debate si seguir con la transición pacífica a la democracia o continuar con la vía armada; pensando que podría haber un posible fraude por parte del gobierno, la organización decidió seguir en actividad. Ello le costó durante el gobierno del presidente Patricio Aylwin ser catalogado en estatus de organización terrorista.[cita requerida]

### Escalada de ataques
El 22 de junio de 1988 fue asesinado el guardia de seguridad Marcos Iranejo Araya, esto cerca de las instalaciones de la UTEM, en la ciudad de Santiago, siendo el primer asesinato hecho por el grupo. Iranejo falleció a las  16:45 horas, en el Hospital Militar de Santiago, por traumatismo abdominal por bala, según consigna el Certificado Médico de Defunción del Instituto Médico Legal (IML). Para 1989 el grupo había comenzado una escalada de ataques explosivos e incendiarios en la región metropolitana de Santiago que dejó sobre todo daños materiales. El 21 de julio el MJL el grupo embosco a una patrulla de Carabineros de Chile donde murieron en el lugar, esto en la comuna de la La Granja. Días después tres militantes fueron arrestados. A pesar de las detenciones el grupo siguió su campaña armada de manera activa tanto en Santiago como en ciudades como Talcahuano.

### Durante el retorno a la democracia
A principios de la década de 1990 el grupo continuó con la lucha armada a pesar de las discusiones surgidas algunos años atrás. Esto catapultó la cantidad de ataques realizados por el MJL. El grupo siguió su campaña armada a lo largo de 1990, saldándose ataques armados y con explosivos a edificios, comúnmente en la noche, o la madrugada.
El 21 de agosto de 1990 fue asesinado Julio Eyzaguirre Reyes, estudiante y militante del Movimiento Juvenil Lautaro, cuando con un grupo de milicianos realizaba un copamiento, toma y repartición de productos en el supermercado Egas de Recoleta. Un guardia le disparó hiriéndolo de gravedad, y posteriormente falleció producto de sus heridas. Una de las principales acciones del MJL ocurrió el 14 de noviembre de 1990, cuando diez de sus miembros dirigidos por Marcela Rodríguez Valdivieso (conocida como «la mujer metralleta») rescataron a Marcos Ariel Antonioletti, quien cumplía condena por el homicidio de tres carabineros, desde el Hospital Sótero del Río. Durante la operación se enfrentaron con el personal de custodia del reo, que resultó en la muerte de cuatro funcionarios de Gendarmería: alcaide 1° Ricardo Briceño Bustamante, vigilante 2° Manuel Acuña Leal, vigilante 2° Juan Mondaca Figueroa y el gendarme Benjamín Hernández Ávila, junto con el cabo 2° Alfonso Villegas Muñoz de Carabineros, y con Rodríguez en estado de paraplejia. Antonioletti fue llevado clandestinamente a una casa en la Villa Fernando Gualda, donde fue muerto por detectives a la noche siguiente.
El 24 de enero de 1991 son asesinados los carabineros Carlos Araya Cid y Manuel Miranda Barrera de la dotación de la 5.º Comisaría de Conchalí mientras realizaban servicio de resguardo de bancos en Santiago. Justo cuando vigilaban la sucursal Conchalí del Banco del Estado de avenida Independencia, dos guerrilleros del Movimiento Juvenil Lautaro le dispararon con armas cortas, falleciendo Araya en la Clínica Dávila y Miranda en el Hospital Clínico de la Universidad de Chile horas después. El principal sospechoso, Juan Aliste Vega, fue condenado a diez años de prisión, pero obtuvo salidas diarias de 6:00 a 22:00 en 2003.
El 15 de marzo de 1991 Héctor Sarmiento, prefecto de la Policía de Investigaciones de Chile (PDI) en Concepción, y tres guardaespaldas fueron heridos. La muerte de Sarmiento fue en venganza a la muerte de Marco Ariel Antonioletti meses atrás, además de ser una demostración del poder de fuego y de organización. Después de una seguidilla de atentados, el 19 de junio de 1991 fue asesinado durante un asalto (en el que buscaban robar medicinas y condones) el sargento segundo Manuel Cares Alfaro, esto por miembros del MJL durante un asalto. Días después agentes de Dipolcar detuvieron a tres supuestos integrantes del Movimiento Juvenil Lautaro y al padre de uno de ellos por el asesinato.
El 18 de diciembre de 1991 fueron asesinados por las autoridades Enrique Torres Saravia, Ignacio Escobar Díaz y Sergio Valdés Valdés militantes del Movimiento Juvenil Lautaro. El auto en que viajaba junto a Ignacio Escobar y Sergio Valdés fue interceptado con posterioridad a un asalto a una sucursal bancaria de Coquimbo, IV región. Tras un enfrentamiento de contención (para dar posibilidad de escape a sus compañeros) y estando heridos, fueron golpeados en el suelo por los oficiales. Profesores y alumnos de un colegio del sector señalaron a la prensa que se les habría disparado estando en el suelo y no se les prestó atención médica, falleciendo todos en el lugar. El MJL siguió ejecutando más ataques mortíferos hacía 1992, realizando más acciones armadas en el área metropolitana de Santiago. El 16 de julio de 1992 fue abatido Pablo Muñoz Moya, estudiante y militante del Movimiento Juvenil Lautaro. Asesinado en un enfrentamiento defensivo contra Carabineros, tras una persecución por el sector de Vicuña Mackenna  y Santa Elena. El 10 de septiembre del mismo año se registró un enfrentamiento contra la escolta del intendente de Santiago Luis Pareto dejando como saldo tres oficiales pertenecientes a la PDI y un militante de nombre Andrés Soto Pantoja muertos.
El 26 de marzo de 1993, es asesinada la conocida guerrillera Norma Vergara Cáceres, por miembros de la Dirección de Inteligencia Policial de Carabineros (DIPOLCAR) después de un operativo contra una célula de las Fuerzas Rebeldes y Populares Lautaro (FRPL) que tuvo lugar en el centro de Santiago, cuando fue sorprendida y atacada a tiros cuando se disponía a subir a un coche, junto a dos guerrilleros que fueron detenidos momentos después. Norma se unió al MAPU en 1989, siendo conocida por su ímpetu y actitud proactiva en la organización.
Otra de las operaciones más conocidas del movimiento, un asalto a un banco en Las Condes —(denominado «Caso Apoquindo») que ocurrió el 21 de octubre de 1993, dejó siete muertos; tres asaltantes, un carabinero, y cuatro civiles. Después del asalto el grupo fue fuertemente perseguido, siendo su último ataque el 22 de febrero de 1994 a una escuela de oficiales en Santiago, que dejó un saldo de tres oficiales heridos. El día anterior, lautaristas atacaron  una estación de policía  en otro punto de Santiago.

### Disolución y apariciones posteriores
En 1994, Guillermo Ossandón fue capturado en Cartagena, y fue procesado y condenado por homicidio calificado. Con ello, la agrupación quedó sin su líder y prácticamente disuelta. Ossandón cumplió condena por diez años —hasta 2004— en la Cárcel de Alta Seguridad de Santiago, cuando quedó en libertad gracias a un indulto. Murió en julio de 2009.
En julio de 2014 fue estrenado el documental Extrañosiento, que habla la situación de casi 400 militantes del FPMR, MIR y MAPU Lautaro que durante el gobierno de Patricio Aylwin siguieron presos a pesar de la promesa de liberarlos con amnistía una vez terminada la dictadura.

#### Actividad posterior lautarista
A pesar de lo anterior Juan junto a Marcelo Villarroel, Freddy Fuentevilla y Carlos Gutiérrez, asaltaron a un banco en el centro de Santiago, tras repeler el robo, el cabo Luis Moyano murió en el enfrentamiento. Juan había huido a Argentina con un pasaporte falso, siendo arrestado y deportado a Chile, prolongando sus juicios hasta 2012. No fue declarado culpable hasta el 6 de junio del 2014, condenándolo a 42 años de prisión por los delitos de robo con intimidación, homicidio en ejercicio de sus funciones del cabo Moyano, y el homicidio frustrado de su compañero, el cabo Fernán Abarca. Mientras tanto su cómplice Marcelo Villarroel fue condenado a 14 años y un tercero a cinco años y uno a libertad condicional. En marzo de 2009 el ex lautarista Jorge Escobar Díaz se le permitió ingresar al país a visitar su madre enferma de cáncer, la Corte de Apelaciones de San Miguel le permitió ingresar por un mes a Chile, aduciendo "razones humanitarias". Escobar Díaz había estado exiliado en Noruega.
El 19 de octubre de 2020 es arrestado Claudio Marcelo Melgarejo Chávez, junto a diez personas en las cercanías de la Laguna Lo Galindo en Concepción después de haber realizado una manifestación en medio de las medidas restrictivas por la pandemia de COVID-19 en Chile. Claudio había sido condenado en 1993 a cadena perpetua y desde 2013 está en libertad condicional. 
El 13 de enero de 2022 falleció a los 63 años Ignacio Fonseca Vidal, miembro de la Comisión Política del MAPU Lautaro, en la ciudad de Penco.
Después de la muerte de Antonioletti, en junio de 1991 se refugió en Venezuela, regresando a Chile en 1997 regresó a Chile y fue tomada detenida en el aeropuerto por tener una orden pendiente, estando detenida cerca de una semana. En octubre de 2015, Osorio se casó con el ex lautarista Marco Paulsen Figueroa, quien luego de haber sido detenido en octubre de 1989 y sentenciado una pena de 16 años, fue extraditado a Bélgica, regresando ambos país cerca del año 2008.

## Nueva encarnación del Movimiento
Desde mediados de 2015, un grupo que se autodenomina como el Movimiento Juvenil Lautaro se ha adjudicado diversas acciones, siendo la primera el ataque al edificio del Ministerio del Medio Ambiente en Santiago ocurrido el 30 de julio del mismo año. El 29 de septiembre se adjudicó un ataque vandálico contra las ventanas de una automotora y el edificio del SERNAM en Concepción. El 6 de noviembre de 2015, esta encarnación del MJL se adjudicó un ataque contra las ventanas de las oficinas del Servicio Nacional de Pesca y Acuicultura en Talcahuano.
El 9 de marzo de 2016, el MJL se adjudica los graffitis y la pintura lanzada a la sede de CEMA Chile en La Serena, dejando leves daños materiales. El 8 de marzo de 2017, es abandonado un lienzo y atacado con pintura el local comercial de la senadora Jacqueline van Rysselberghe en Concepción, siendo adjudicado en la escena.
El 3 de mayo de 2017, fue atacada con bombas de pintura, martillazos e iniciaron fuego con una barricada en las oficinas del Servicio de Impuestos Internos (SII) en la comuna de Talcahuano, dejando graffitis donde se adjudican el acto. Meses después, el 11 de septiembre el grupo se adjudicó un ataque con bombas de pintura en la sede de la Dirección de Previsión de Carabineros (Dipreca) y dejaron panfletos en la escena. El 2 de octubre el grupo se adjudicó un ataque con piedras y pintura en la sede de la Dirección Regional del Trabajo de Concepción.
El 12 de enero se registra una serie de ataques contra iglesias en el Santiago de Chile, dejando como saldo cuatro iglesias dañadas y un artefacto sin detonar, ocurrido un día antes de la visita del papa Francisco a Chile acción por la cual autoridades señalaron como un intento de rearticulación del movimiento. Autoridades señalaron al grupo por que dos días antes atacaron los vidrios de la sede del Instituto de Previsión Social ubicado en la comuna de Ñuñoa, y también atacaron con pintura y piedras las instalaciones del Centro de Conciliación y Mediación del Bío Bío, en Concepción, en ambos incidentes se encontraron panfletos donde el MJL se adjudica los hechos. También entre el 13 y 15 de enero, se registraron ataques vandálicos contra la sede de la Seremi del Trabajo en Concepción, dejando como saldo cerca de $2 millones de pesos en daños. No fue hasta el 13 de diciembre que el MJL se adjudicó otro acto vandálico contra las oficinas del Dipreca en Concepción, abandonando panfletos donde se solidarizan con la causa mapuche y se pronuncian por la muerte de Camilo Catrillanca. El 29 de agosto, miembros del MJL participaron en el corte de tránsito cerca de la estación Vicuña Mackenna, realizando barricada y lanzando panfletos.
Durante la conmemoración del día del joven combatiente de 2019 miembros del MJL levantaron una barricada entre Avenida Matta con Lord Cochrane, lugar donde dejaron panfletos criticando a Lollapalooza y la mercantilización del entretenimiento, además que una semana antes habían realizado también otra barricada, pero en la comuna de San Miguel. En agosto del mismo año, volvieron a instalar barricadas en la comuna de Estación Central, lanzando panfletos y siendo apagadas por personal del Carabineros.
Durante el Estallido social fueron detenidos Esteban Bustos, Gilberto Mendoza y Rubén Rivas, los cuales estaban armando una barricada sobre una vía férrea en Pedro Aguirre Cerda, siendo detenido el 30 de octubre de 2019 en esa misma comuna. Los detenidos enfrentaron el juicio bajo la Ley de Seguridad del Estado, arriesgándose a penas que van entre los tres y diez años de prisión.
El 4 de julio de 2023, miembros del MJL incendiaron con una barricada la puerta de las oficinas del partido Revolución Democrática en la comuna de comuna de Providencia, criticando la postura reformista del grupo y sus diversas polémicas de corrupción que tuvo durante ese año, siendo considerado uno de los ataques más graves de la organización. El 19 de octubre de ese año, una sinagoga de Concepción fue rayada con grafitis alusivos al conflicto en Gaza, adjudicando se el hecho en un comunicado donde repudia el actuar del ejercito israelí, la injerencia extranjera y el genocidio contra la población de Gaza, siendo repudiada la comunidad judia en Concepción, querellándose por el hecho de "amenaza terrorista” y llamando a utilizar la Ley de Seguridad Interior del Estado para los responsables. El 15 de noviembre, es atacada con bombas de pinturas y botellas de gasolina en la sede del Partido Socialista de Chile en Concepción, dejando leves daños materiales y siendo adjudicado por el grupo.